# Ford Transit
A Ford Transit egy kishaszongépjármű, melyet a Ford Motor Company gyárt 1965 óta. A kezdetekben csak zárt áruszállító karosszériával elérhető Transitból később személyszállító (1995 óta ezeket Tourneónak hívják), dobozos és pick-up változat is készült. Volt egy korábbi kisteherautó, melyet a Ford 1953 és 1965 között gyártott és 1961 utáni változatai a Taunus Transit nevet kapták, de ez nem számít a Ford Transit generációi közé.
Mint az egyesített európai Ford első termékét, a Transitot a megjelenése utáni első évtizedekben szinte a világ minden részén meg lehetett vásárolni, kivéve Észak-Amerikát. A kocsi negyven évig a legkelendőbb kishaszongépjárműnek számított a piacon és egyes országokban a "Transit" szó fogalommá vált és csaknem minden, a Ford Transittal azonos kategóriába tartozó autót így neveznek az ottani lakosok. A Transitot ma már Európán kívül Ázsiában és Észak-Amerikában is gyártják.

## A Transit név első felbukkanása (1953–1965)
Az Egyesült Királyságból indult Transitok előtt volt egy másik kishaszongépjármű, mely a "Transit" nevet viselte. Ezt Kölnben gyártották 1953 és 1965 között. Eredeti neve FK 1000 volt, melyet a Ford Köln rövidítése és 1000 kilogrammos önsúlya után kapott. Az 1961 utáni modellek neve már Ford Taunus Transit volt. Eleinte az akkori Ford Taunus 1,3 literes, soros négyhengeres motorját kapta, de ezt 1955-ben lecserélték egy 1,5 literes erőforrásra. Bár elnevezése hasonló volt, mégsem ezt tekintik a Ford Transit elődjének, hanem a brit Ford Thames 400E-t.

### Elnevezési tematika
Mivel a kölni modell neve csak időközben változott Taunus Transitra, ráadásul nem is exportálták széles körben, így nem ezt tekintik a Ford Transit első generációjának, hanem az Egyesült Királyságban 1965 és 1978 között gyártott kisteherautót.

## Első generáció (1965–1978)

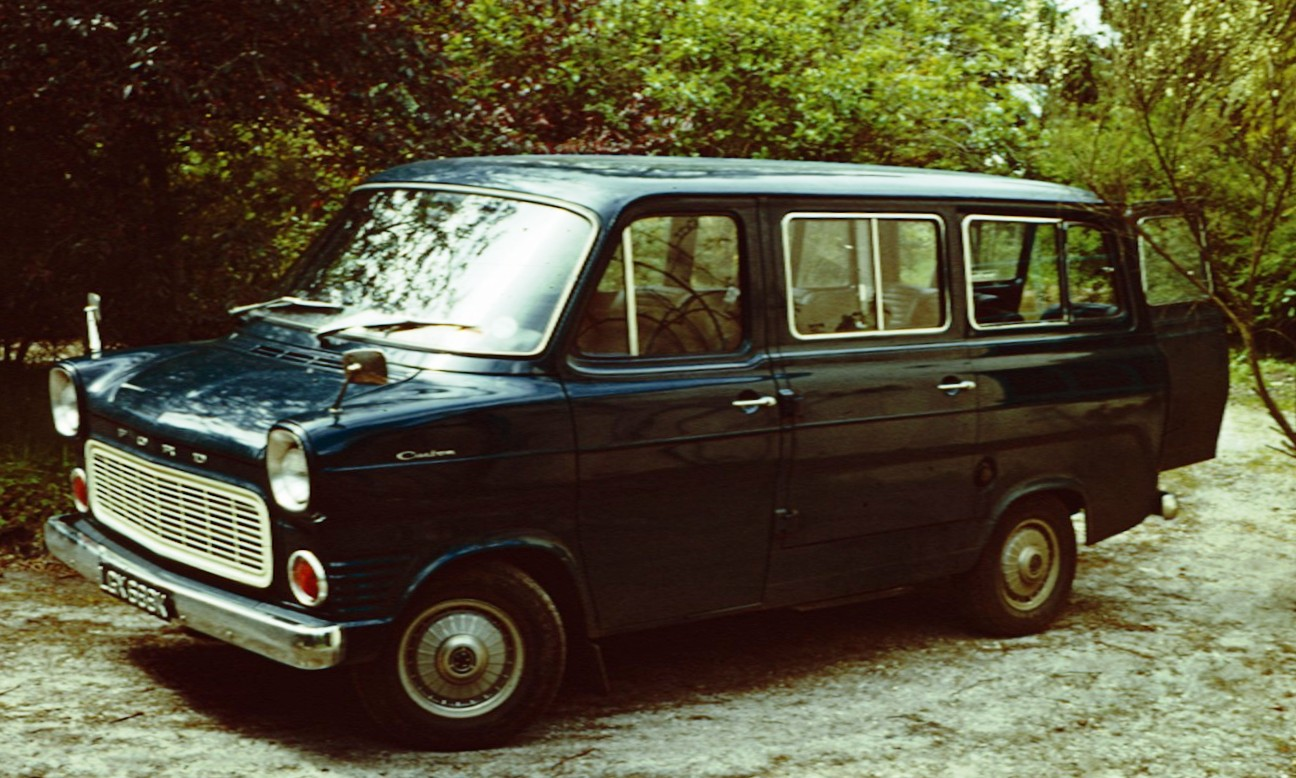
1972-es Ford Transit

A Ford Transit első generációja 1965 októberében debütált, a Thames 400E utódjaként. A kocsit először a Ford langley-i üzemében gyártották, mely a második világháború alatt repülőgépgyárként működött (többek között a Hawker Hurricane-t is ott gyártották). A Transit iránti nagy keresletet azonban nem volt képes kiszolgálni ez a gyár, így a brit gyártás áttevődött Southamptonba. A southamptoni gyárban egészen 2013-ig készültek a Transitok, de ezután az alacsonyabb előállítási költségek miatt a termelés nagy része áttevődött Törökországba. Az Egyesült Királyság mellett az első generáció sorozatgyártása Belgiumban és Törökországban is folyt. Az 1970-es évek közepétől 1981-ig Amszterdamban, Hollandiában is gyártották a Transitot a helyi piacra. Az ottani üzem kapacitása korlátozott volt, mivel a Ford Transcontinental is ott készült. Utóbbi modellnek nem volt nagy sikere, mindössze 8000 darab készült belőle hat év alatt és bár a Transit kelendő volt, ez sem volt elég ahhoz, hogy a gyár megmeneküljön, így 1981 decemberében bezárta kapuit.
A Transit előtt a Ford a Thames 400E-vel képviselte magát a kisteherautók piacán Nagy-Britanniában. Ez egy buldogfülkés (a motor a vezetőfülke alatt kapott helyet), keskeny nyomtávú kocsi volt, melynek első számú vetélytársai a BMC J4, a J2 és a Commer PB-sorozatának tagjai voltak, melyek szintén hasonló felépítésűek voltak, de nagyobb méretekkel bírtak. A Thames 400E kisebb raktere miatt nem fogyott a gyár által elvárt mértékben. A brit kisteherautó-piac egyértelmű uralkodója a Bedford CA volt, melynek motorja a többi modelltől eltérően a vezetőfülke előtt helyezkedett el. A Ford úgy döntött, befejezi a Thames 400E gyártását és egy, a Bedfordéhoz hasonló felépítésű modellt készít. Ifjabb Henry Ford szorgalmazására a Ford brit és német részlege egyesítette erejét és megszületett a mai Ford of Europe közvetlen elődje (a két leányvállalat korábban nemzetközi szinten riválisnak számított, bár egymás piacára közvetlenül sosem gyártottak rivális modelleket). Ennek az együttműködésnek volt az egyik első sorozatgyártású terméke a Ford Transit első generációja.

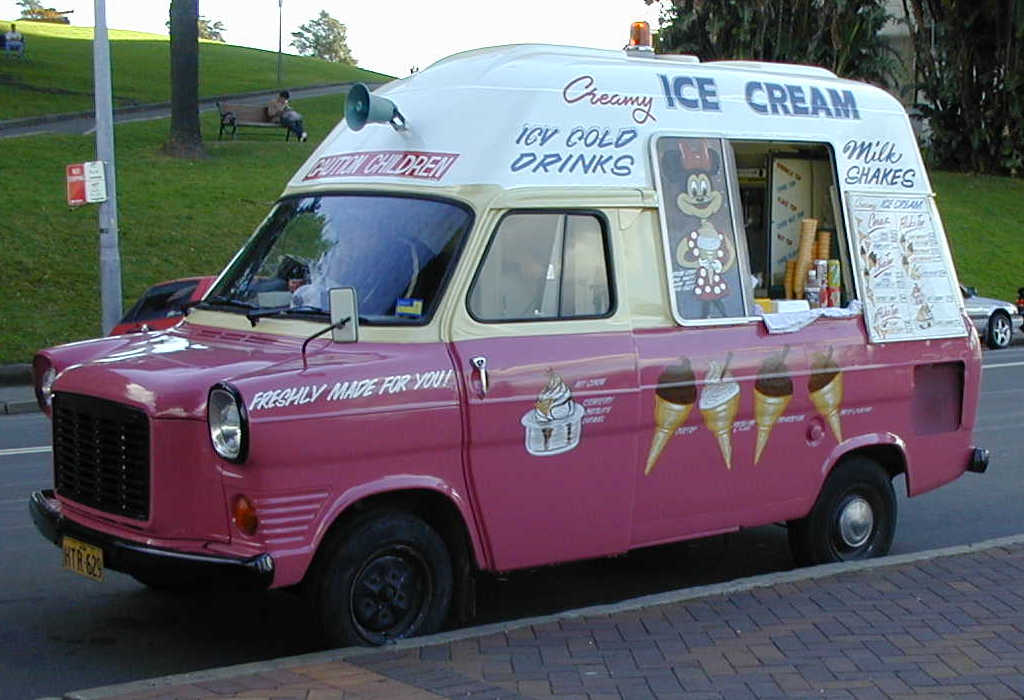
Fagyisautóvá alakított, hosszított orrú, dízelmotoros Transit

Az 1965-ben bemutatott Transit amerikai ihletésű formatervével és felépítésével kitűnt a kor európai kisteherautói közül. Széles nyomtávja miatt teherbíró képessége nagyobb volt, mint legtöbb riválisáé, így hamar sikeres modell lett. Motorikus alkatrészeinek és hajtáslánca elemeinek túlnyomó többsége a Ford akkori személyautó modelljeiből származott. A Transit komoly sikeréhez hozzájárult az is, hogy többféle karosszériával is kapható volt. Volt belőle például hagyományos és hosszított tengelytávú zárt áruszállító, kisbusz és pick-up is.
Az angol változatba az Essex V4 motor 1,7, valamint 2,0 literes verziói kerültek, míg Európa többi részén gyakoribbak voltak a Ford Taunusból származó V4-esek. A viszonylag rövid V4-es motoroknak köszönhetően a Transit orra meglehetősen rövid volt. Az autók népszerűségét tovább növelte, hogy generátorral szerelték őket, míg a brit piacon lévő vetélytársaiban dinamós megoldás volt. A Perkins cég egy 43 lóerős (32 kW) dízelmotort is készített a kocsihoz, ez azonban nem fért be a kisebb benzinmotorok helyére, ezért a dízel változatok orrát meg kellett hosszabbítani. Az erőtlen dízelmotor nem örvendett nagy népszerűségnek és 1974-ben le is váltotta a Ford York nevű motorja. A dízelmotorok befogadására készített hosszabb orrú variánsokba később 3,0 literes V6-os motor is került, ezeket többnyire a rendőrség és a mentők használták. Ausztráliában 1972-ben kezdték el árulni a Transitot. Oda is a hosszú orrú változatok kerültek, mivel a Ford Falconban is használt, 3,3 literes, soros hathengeres motorral szerelték őket.
A Ford Transit elöl és hátul és merevtengelyes volt. Ez visszalépésnek tűnhet az elöl független felfüggesztéses elődhöz képest, de azok, akik mindkét kocsit vezették, azt mondták, hogy a szélesebb nyomtáv és a hosszabb tengelytáv minden téren kompenzálta ezt a látszólagos visszalépést. A sofőrök szintén komoly előnyként hozták fel, hogy a Transit vezetőfülkéjében jóval kevesebb volt a zaj, a kellemetlen szag és alacsonyabb volt a hőmérséklet, mint a buldogfülkés kialakítású Thames 400E vagy a többi hasonló felépítésű, elsőkerék-meghajtású kisteherautó esetében.
A modell a bűnözők körében is népszerű volt. A Top Gearben elhangzottak szerint egy korábbi rendőrségi statisztikából megállapítható, hogy az 1970-es évek során történt olyan betöréseknél és rablásoknál, melyeknél autóval érkeztek az elkövetők, 95%-ban Ford Transitot használtak.
A Transit következő generációja ugyanazt az alvázat használta, mint ez a modell, így máig ez a leghosszabb ideig (21 évig) használt Transit-alváz.

## Második generáció (1978–1986)

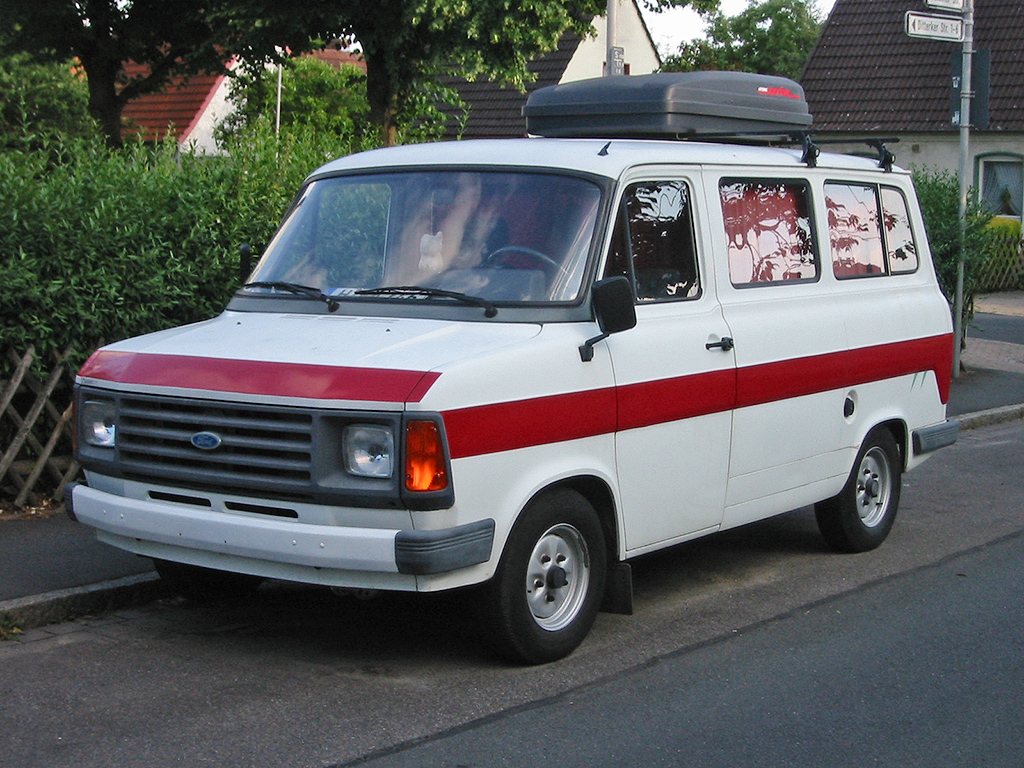
Ford Transit sst

1978 márciusában jelent meg a Ford Transit második generációja, mely ugyanazt az alvázat használta, mint elődje, de kívül és belül is alaposan átalakult. A kocsi új orrot kapott, melyek az amerikai Ford Econoline harmadik generációjától örökölt. Emellett megújult a belsőtér és a motorkínálat is. Az Essex V4-es motorok helyére a Cortinában is használt 1,6 és 2,0 literes V4-es Pinto motorok kerültek, két évig pedig 1,6 literes, soros négyhengeres Kent erőforrással is kapható volt. A korai Pinto motorok esetében több Cortina tulajdonos is gyors vezérműtengely-kopásra panaszkodott, a Transitnál azonban ez a hiba már nem volt annyira gyakori. A különleges rendőrségi és mentőszolgálati változatokba ezúttal is a korábbról már ismert 3,0 literes, V6-os Essex motor került. Az Ausztráliában piacra került Transitokat 4,1 literes, soros hathengeres motorral szerelték.
1984-ben megjelent a York dízelmotor 2,5 literes, központi üzemanyag-befecskendezéses változata. Emellett a kocsi kinézete is némileg megváltozott. Új, szürke műanyag, a lámpakerettel egyben lévő hűtőrács került rá, az az első irányjelzők kinyúltak a kocsi oldalára, a lökhárítók végein lévő műanyag védőelemek is hosszabbak lettek és a hátsólámpák is átalakultak.
A második generációs Transit hatféle változatban volt kapható, ezek között volt a hagyományos áruszállító, a kombi (üléssorok ki- és beszerelésével átalakítható volt áru- vagy személyszállítóvá), a felépítés nélküli fülkésalváz és többfajta kisbusz. A kocsi ötféle motorral, hatféle differenciálmű áttétellel, harminckétféle ajtó- és többféle üléselrendezési szisztémával volt kapható. A szinte vég nélküli variálhatóság is nagyban hozzájárult a Ford Transit sikeréhez, mind a flotta-, mind a magánvásárlók körében.

## Harmadik generáció (1986–2000)
Az új alvázra épülő harmadik generációs Ford Transit 1986 januárjában jelent meg. Az eddigiektől eltérően az új modell "one-box" dizájnt kapott, azaz a kocsi eleje nem különálló rész volt, hanem követte az A-oszlop vonalát. A rövid tengelytávú változatok esetében előre független felfüggesztés került. A motorválaszték nagyjából ugyanaz maradt, min az előző generáció esetében volt, de 1989-ben a 3,0 literes V6-ost leváltotta a 2,9 literes Cologne EFI V6. 1992-ben kisebb újításokon esett át a Transit, innentől kezdve a független első felfüggesztés minden modellhez járt és az átalakított padlólemez miatt a hosszú tengelytávú változat dupla mellett szimpla hátsókerekekkel is hozzáférhetővé vált. Ausztráliában a harmadik generációs Transit csak 1994 márciusában jelent meg a piacon, 13 évnyi kihagyás után.

### Modellfrissítés

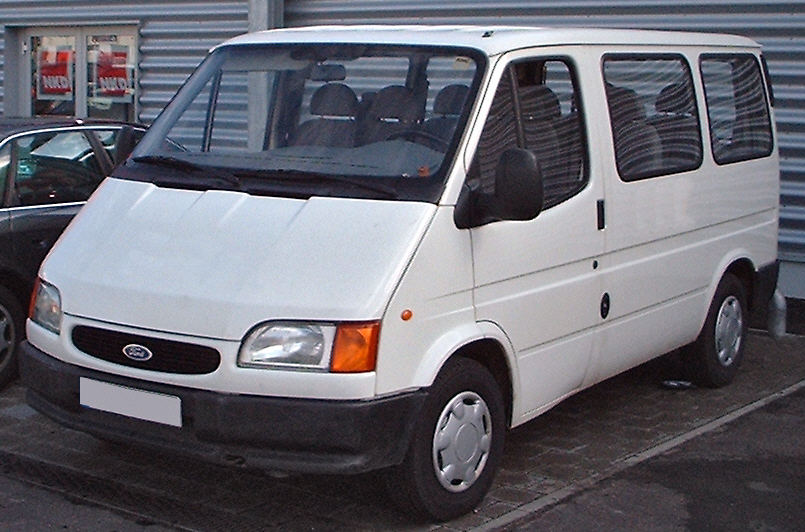
Modellfrissítés utáni harmadik generációs Transit

1994 és 1995 között egy komolyabb modellfrissítésen esett át a Transit, mely során megújult az eleje és a műszerfala. Emellett megkapta azt a 2,0 literes, nyolcszelepes, DOHC-vezérlésű motort, mely 1994-ben és 1998-ban a Ford Scorpióban is megtalálható volt. Ez hasonló volt ahhoz, mely korábban a Sierrában is volt, azzal a különbséggel, hogy nem volt gyújtáselosztója és modernebb motorvezérlő egységet kapott. A Ford néhány 16 szelepes motorja is ezen alapult, melyek többek között a Scorpióban, a Galaxyban és az Escort RS2000-ben voltak megtalálhatók. Emellett a Transit extralistájára olyan tételek kerültek fel, mint az elektromos ablakok és tükrök, légkondicionáló, központi zár és légzsákok.
Az elektromos üzemanyagpumpával ellátott turbódízel 84 lóerős (63 kW), 99 lóerős (74 kW) és 113 lóerős (85 kW) változatban is elérhető volt.
A Transit létrejöttének harmincadik évfordulóját ünnepelve a Ford 1995-ben kiadott egy Transit Hallmark nevű jubileumi változatot, melyből összesen 600 darab készült. A kocsi háromféle színben volt elérhető és minden színből 200-200 darab készült.
Európában a harmadik generációs, VE83 gyári kódnevű Transit gyártása 2000-ben befejeződött, de Vietnámban egészen 2003-ig folytatódott, mielőtt ott is átálltak volna a következő generáció gyártására.

## Negyedik generáció (2000–2006)

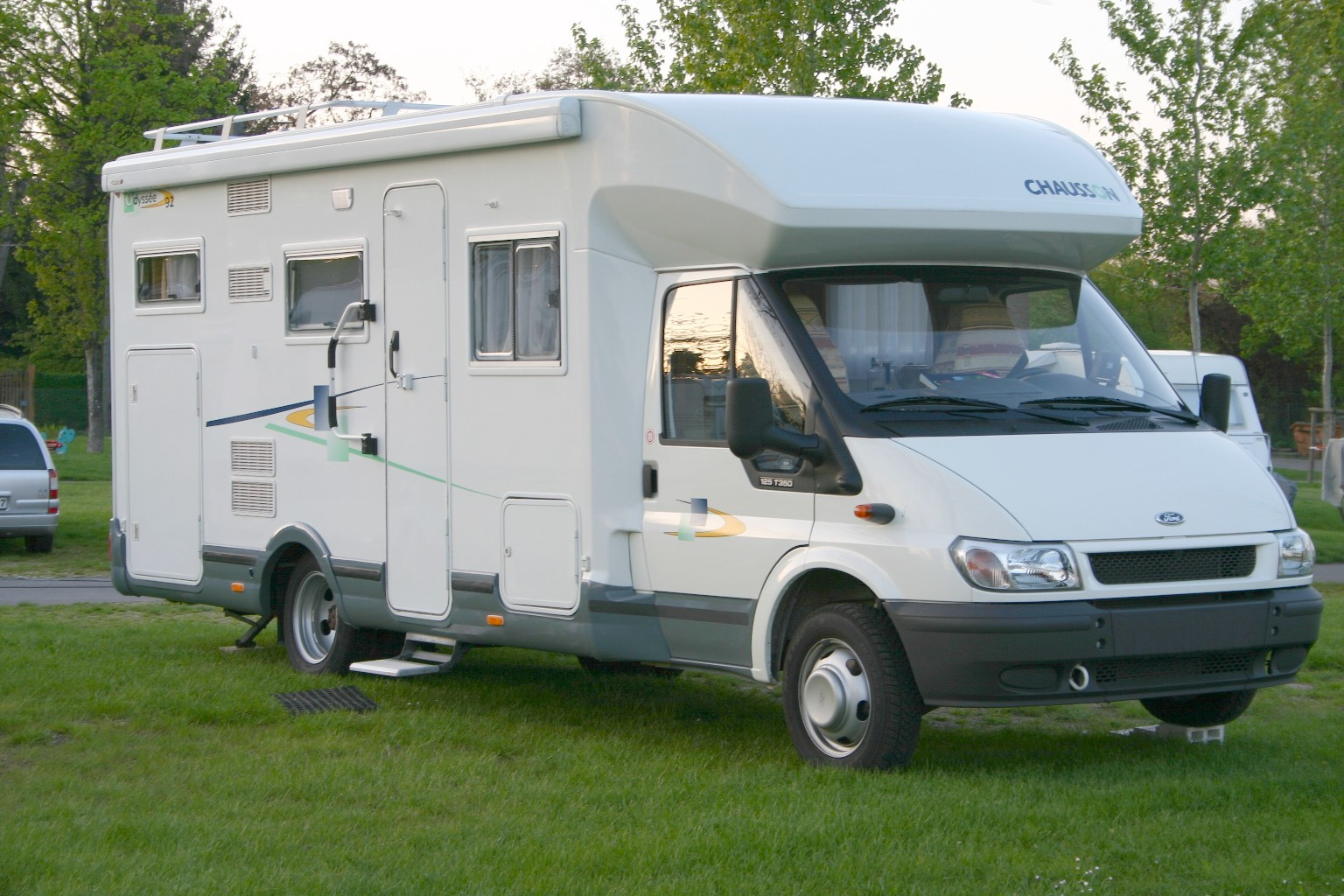
Ford Transit lakóautó

A Ford Transit negyedik generációja 2000 júliusában jelent meg. A kocsi immár harmadik alkalommal teljesen új dizájnt kapott, melynek több eleme a Ford Focusból és Kából származott. Ennek a változatnak a gyártása elsőként Törökországban kezdődött meg. Belgiumban, ahol 1965 óta készültek Transitok, ellenben nem folytatódott az összeszerelés. Az Amerikában tervezett kisteherautó az eddigiektől eltérő módon első- és hátsókerék-meghajtással is rendelhető volt. Előbbi a V184, míg utóbbi a V185 gyári kódnevet kapta. A Transit eleinte egy dízel- és egy benzinmotorral. Előbbi az a 2,0 literes Puma típusú Duratorq turbómotor volt, mely a 2000-es Mondeóban és a Jaguar X-Type-ban is megtalálható volt, a benzines pedig 2,3 literes és 16 szelepes volt. A dízelmotoros változatnak valamivel több mint 20 másodpercre volt szüksége arra, hogy 100 km/h-ra gyorsuljon és végsebessége körülbelül 150 km/h volt. A személyautókhoz hasonló menettulajdonságaira a Top Gear is felhívta a figyelmet, amikor Sabine Schmitz német autóversenyző megpróbálta megdönteni vele Jeremy Clarkson tíz perc alatti idejét a Nürburgringen, melyet egy turbódízel Jaguar S-Type-pal állított fel. A próbálkozás végül nem járt sikerrel, de csak néhány másodpercen múlott. 2001-ben a Transitot megválasztották az év kishaszongépjárművének.
A kocsihoz alapfelszereltségként kézi sebességváltó járt, de a hátsókerék-meghajtású változathoz egyes piacokon rendelhető volt Durashift EST automata váltó, melynek kezelőgombjai a műszerfalra kerültek. A váltónak volt manuális, vontató, téli és gazdaságos módja.
2002-ben megjelent egy új 2,0 literes, 123 lóerős (92 kW) dízelmotor a kínálatban, mely az elsőkerék-meghajtású változat esetében volt elérhető. Ez volt az első nagynyomású közös nyomócsöves dízel (High Pressure Common Rail – HPCR) a Transit történetében. Ugyanebben az évben jelent meg a piacon a korábbi Escort és Fiesta alapú kisáruszállítók leváltására a Ford Transit Connect, melyet szintén Törökországban gyártottak. Ez neve ellenére a Focuson alapult és semmilyen közös műszaki eleme nem volt a Transittal.
2003-ban új műszeregységet kapott a Transit, digitális kilométerszámlálóval. 2004-ben a hátsókerék-meghajtású változathoz is megjelent egy közös nyomócsöves, 2,4 literes, 133 lóerős (99 kW) dízelmotor. Ugyanehhez a változathoz megjelent egy hatsebességes kézi sebességváltó is.
2005. július 18-án, Southamptonban legördült a gyártósorról az ötmilliomodik Transit, melyet a gyár egy angol jótékonysági szervezetnek adományozott.

## Ötödik generáció (2006–2013)

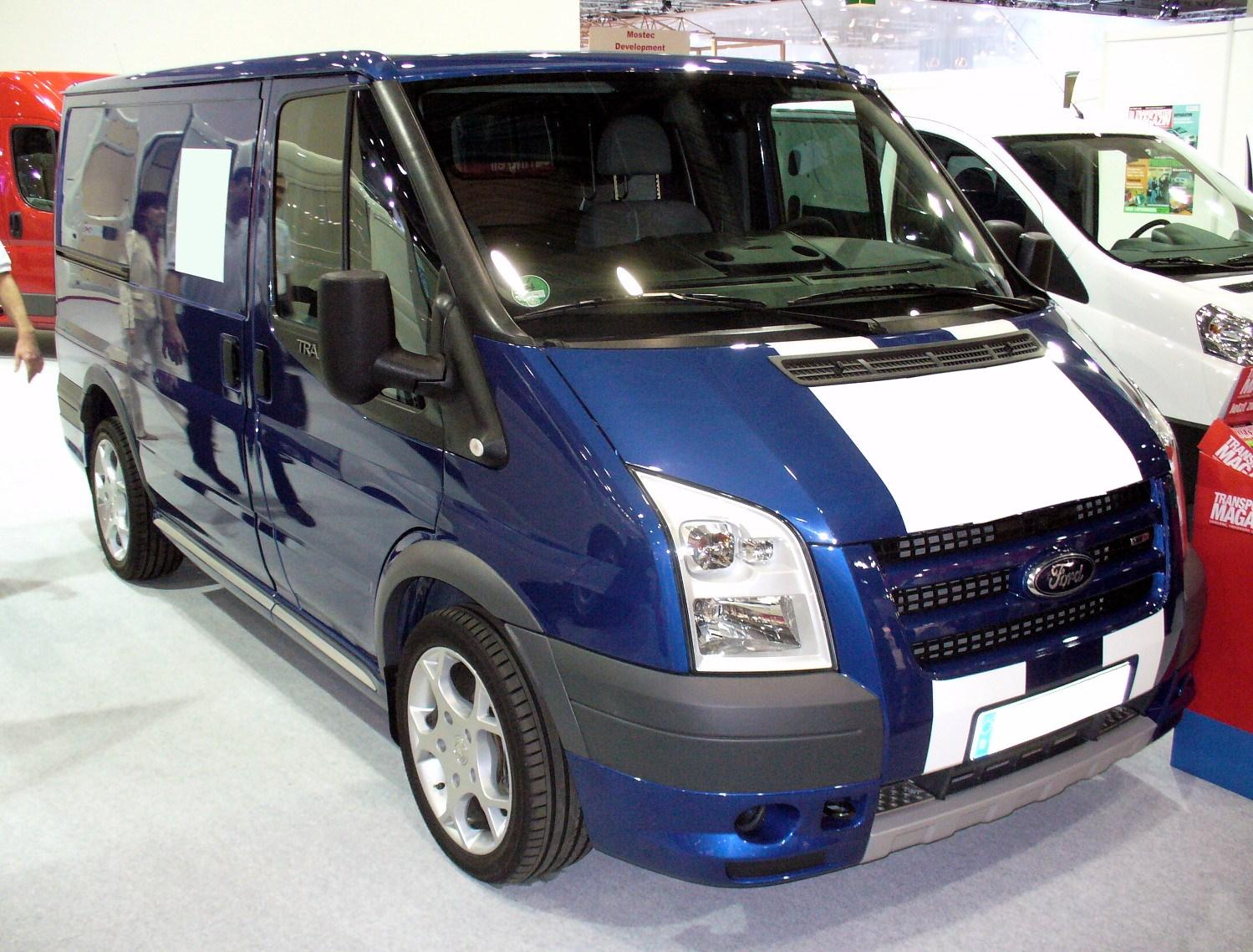
Ford Transit Sport

2006 augusztusában került bemutatásra a Transit ötödik generációja, mely külsőleg és belsőleg is megújult. A kocsi eleje és hátulja új kinézetet kapott új formatervű lámpákkal és egyéb elemekkel, valamint a belsőtér is megújult, az egyik leginkább szembeötlő változás az volt, hogy a váltókar a műszerfalra került. A szigorodó károsanyag-kibocsátási szabályozások miatt a motorkínálat is felfrissült, a korábbi benzinmotor helyére egy a Ford Rangerben is használt 2,3 literes került. A legkisebb dízelmotor 2,0 helyett 2,2 literes lett. A másik két turbódízel 2,4 és 3,2 literes volt és mindhárom közös nyomócsöves dízel volt. A Transit 2007-ben ismét elnyerte az év kishaszongépjárművének járó díjat, a versenyben erős vetélytársakat utasítva maga mögé. A 2007-es modellévben a kocsi a mexikói piacon is megjelent, miután a Freestar gyártása befejeződött. Az ottani változat kapta meg a 3,2 literes motort, így ez lett az első öthengeres Transit.
2006 közepén debütált a Sport Van nevű sportos változat, mely 128 lóerős (96 kW) volt és könnyedén felismerhető volt "Le Mans-csíkjairól" és 18 colos könnyűfémfelnijeiről.
2007 végén az elsőkerék-meghajtású változatokhoz megjelent egy új, 2,2 literes dízelmotor, mely a korábbi 128 helyett 138 lóerő (103 kW) leadására volt képes. Az ilyen motorral szerelt változatok hatsebességes váltót kaptak.
2008-ban a gyengébb 2,2 litereshez is megjelent a hatsebességes váltó, amikor annak teljesítménye 108-ról 113 lóerőre (85 kW) nőtt. Ugyanezen év végén a Ford kifejlesztett egy új dízel részecskeszűrőt (DPF), melyet minden dízel Transit megkapott, hogy az Euro IV-esnél magasabb károsanyag-kibocsátási normáknak is megfeleljenek.

### Transit XXL

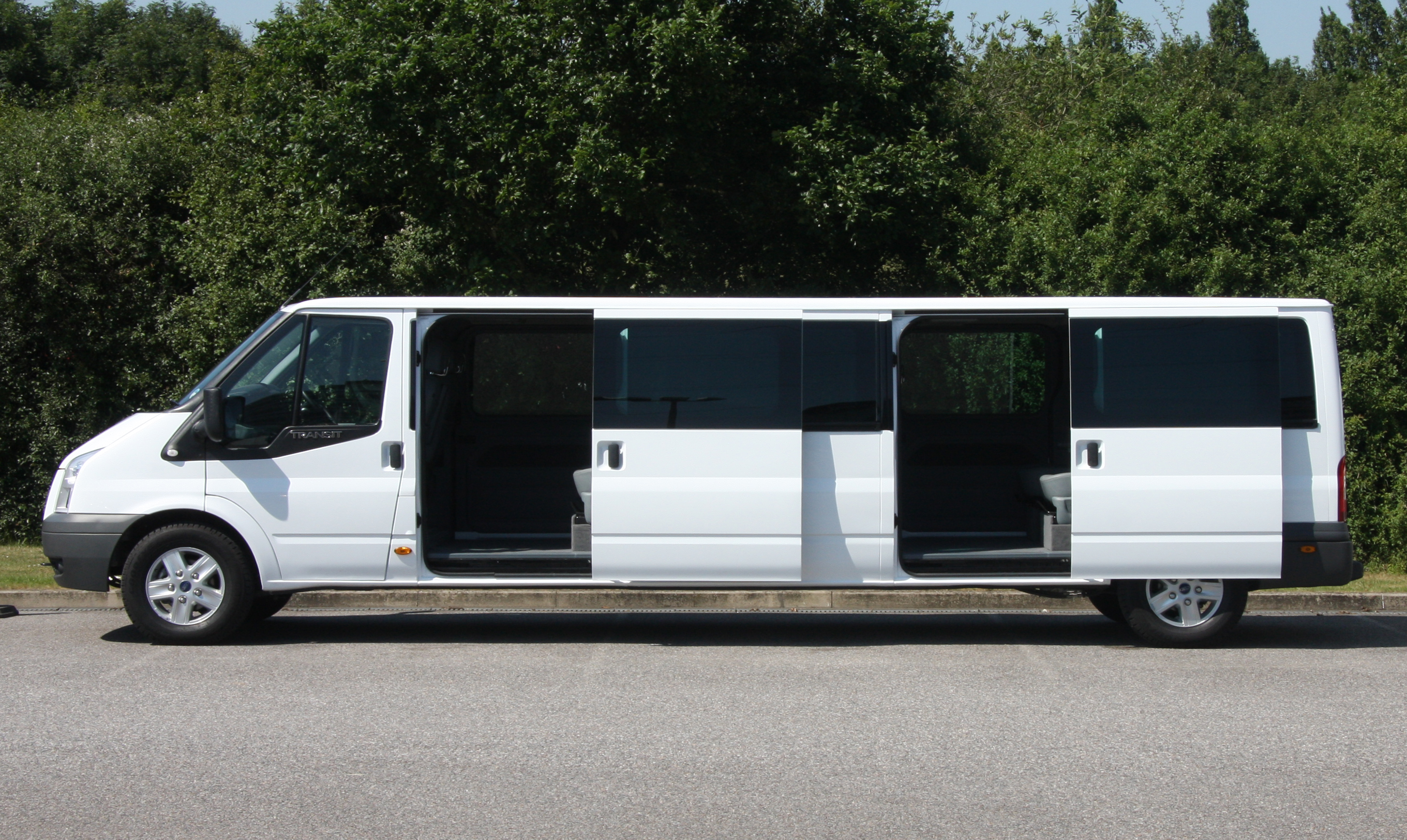
Ford Transit XXL

A 2007-es "Év Kishaszongépjárműve" díj elnyerésének megünneplésére a Ford elkészítette a Transit XXL-t, mely egy limuzinstílusú Transit volt. Ez a különleges változat máig minden idők legdrágább Transitjai közé tartozik.

## Hatodik generáció (2013–)

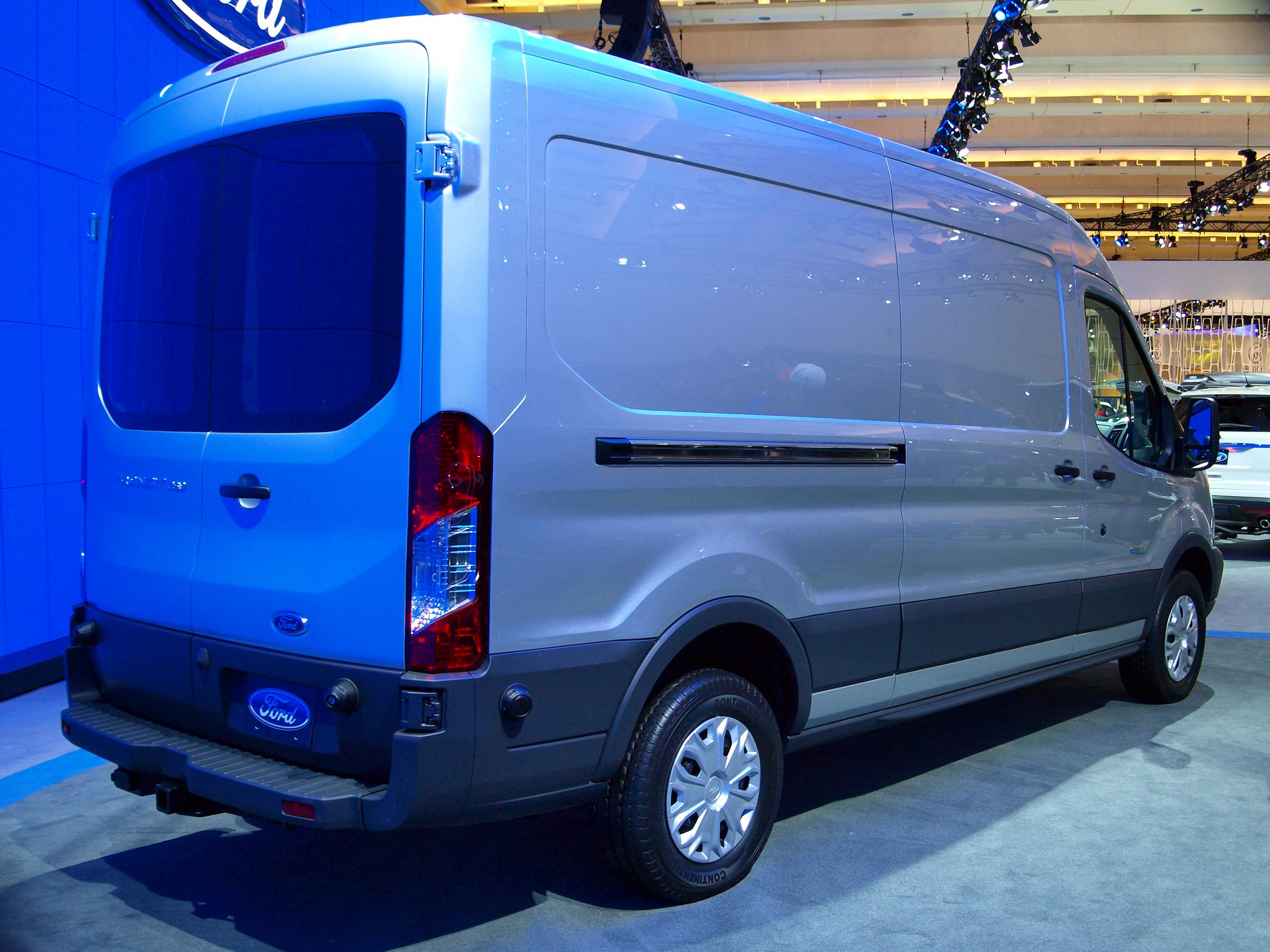
A hatodik generációs Transit hátulról

A Ford Transit hatodik generációja hivatalosan 2013 januárjában, Detroitban, az Észak-amerikai Autószalonon került bemutatásra. Észak-Amerikában az új modellt 2014 nyarán mutatták be.
A világszerte forgalmazott kocsi a Ford európai és észak-amerikai részlegének együttműködéséből született. A formatervezés agy részét az európaiak végezték, a korábbi változattól eltérően a hatodik generáció már nem a New Edge, hanem a "kinetikus dizájn" stílusjegyeit követte, csakúgy, mint a Ford globális modelljeinek nagy része 2010 óta. A Detroitban dolgozó észak-amerikai tervezőcsapat legfontosabb feladatának azt tekintette, hogy az elkészülő kisteherautó méltó utódja lehessen a Ford E-Seriesnek, melyet majd levált, ezért több ötödik generációs Transitot kölcsönöztek tapasztalt sofőröknek, hogy véleményeik alapján jobb képet kapjanak a kocsi strapabíróságáról és egyéb tulajdonságairól.
A Transit gyártása két üzemben folyik. Az európai és néhány más Európán kívüli piacot teljes mértékben a törökországi gyár látja el, míg Észak-Amerikában Missouri államban, Claycomóban készülnek a kocsik, abban a gyárban, ahol korábban a második generációs Ford Escape összeszerelése is zajlott. Mexikóban a korábbi Transit elsőkerék-meghajtású változatát párhuzamosan árulták az E-Seriesszel, az Egyesült Államokban és Kanadában azonban ez volt az első Transit, melyet hivatalos Ford kereskedésekben árultak.

### Transit/Tourneo Custom
Korábban a Transit és a Tourneo első- és hátsókerék-meghajtású változatban is egyaránt hozzáférhető volt. Mostanra azonban az alacsony tetős, elsőkerék-meghajtású verzió külön modellé vált, mely a Transit/Tourneo Custom nevet kapta. Ezzel a közepes méretű kishaszongépjárművel kívánta felvenni a Ford a versenyt a Mercedes Vitóval és a Vianóval, valamint a Volkswagen Transporter T5-tel. A kocsi 2012-ben mutatkozott be a kimondottan tehergépkocsikat bemutató Commercial Vehicle Show-n, az angliai Birminghamben. A jelenlegi információk szerint a Transit/Tourneo Custom bevezetését nem tervezik az amerikai piacon.

### Észak-amerikai változat
Az Egyesült Államokban a hatodik generációs Transit gyártása 2014. április 30-án kezdődött meg. Az autó megvásárolható kisáruszállító, személyszállító és fülkésalváz (felépítmény nélküli) változatban is. Az előd E-Seriestől eltérően a Transit háromféle magasságú tetővel kapható és a hosszított tengelytávú változathoz dupla hátsókerekek rendelhetők.
Észak-Amerikán kívül a motorok és az erőátviteli megoldások nagyrészt a korábbi generációból származnak. Észak-Amerikában ezek közül csak a 3,2 literes Duratorq soros öthengeres dízelmotort használják, mely az ottani piacon a Power Stroke nevet kapta. Emellett 3,7 literes Ti-VCT és 3,5 literes EcoBoost V6-os benzinmotorokkal rendelhető, csakúgy, mint a Ford F-150. Minden amerikai változatba hatsebességes automata sebességváltó kerül és mindegyik hátsókerék-meghajtású. A 3,7 literes motor átalakítható úgy, hogy CNG-vel (sűrített földgáz) vagy LPG-vel (autógáz) működjön.

## Kínai gyártás (2006–2013)
A Ford Transit VJX6541DK-M volt a kínai változat, melynek a gyártását 2006-ban kezdte meg a Jiangling Motors és kizárólag Kínában került eladásra. Az autó külseje leginkább a harmadik generációs európai Transitra emlékeztetett, de nagyobb fényszórókat és hűtőrácsot kapott. A kínai Transitokban alapfelszereltség volt az elektromos ablakemelő, de az ABS feláras extrának számított. A kocsi kétféle dízel- és egyféle benzinmotorral volt kapható. Az egyaránt 2771 cm³-es dízelek 90,6, illetve 91,1 lóerősek (67,6 és 68 kW) voltak, míg a soros hathengeres Ford Barra benzinmotor 255 lóerő (190 kw) teljesítmény leadására volt képes. A dízel változatok végsebessége 110 km/h volt.
Az Európában 2006-ban bemutatott ötödik generáció mása Kínában 2008-ban került bemutatásra és a New Transit (új Transit) nevet kapta. Ez párhuzamosan készült a 2006-ban bemutatott változattal. Két üzemben évente összesen 300 000 darab készült belőlük. 2010 januárjában a Toyota tömegesen hívta vissza járműveit, miután felfedezett egy potenciálisan veszélyes hibát a gázpedállal kapcsolatban. Ez a Fordra is hatással volt, mivel a CTS Corporation mindkét cégnek egyaránt beszállítója volt. A 2006-os kínai Transitok közül 1600-at érintettek a visszahívások. 2013-ban befejeződött a Transitok gyártása Kínában, a Jiangling Motors a kocsi iránti csökkenő kereslettel magyarázta a lépést.

## Változatok

### County 4x4

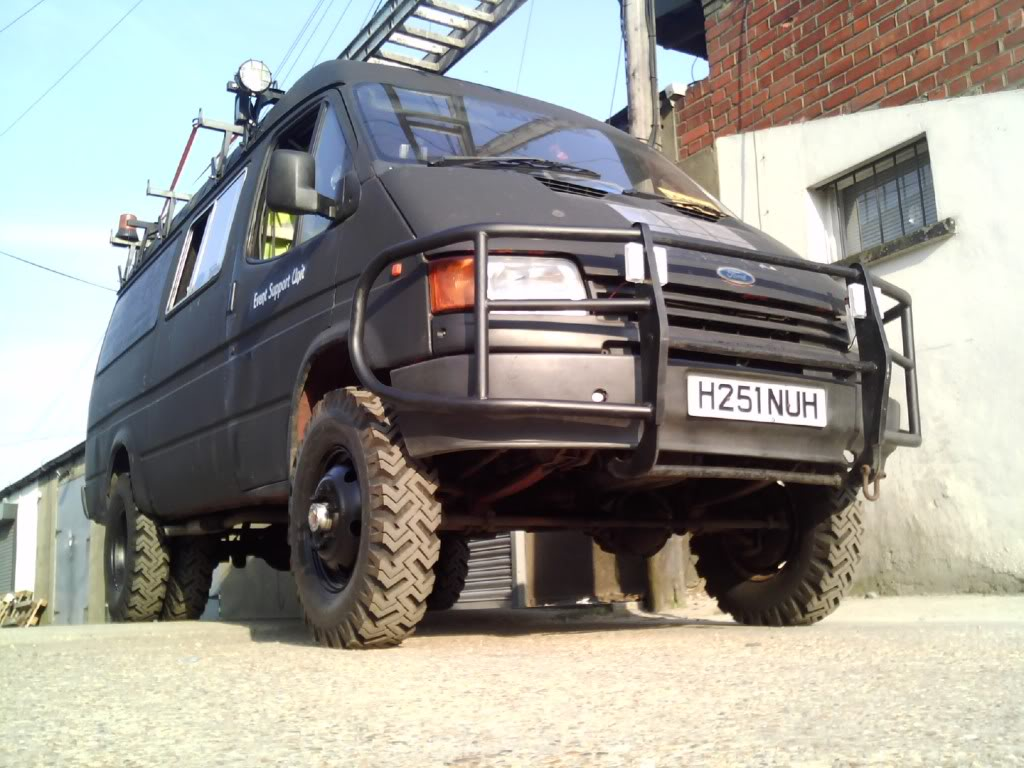
Transit County 4x4

Több vállalat is foglalkozott Transitok négykerék-meghajtásúvá alakításával, köztük a County Tractors of Knighton is, mely kimondottan Ford modellek különleges felhasználású járművé alakításával foglalkozott, a gyár megrendelésére. Az első Transit County modellek a második generációs Transitokból lettek átalakítva, rövid és hosszú tengelytávú változatok egyaránt voltak közöttük. Az átalakítás során Dana 44F típusú első tengely és NP208 osztómű került a kocsiba, mindkettő a Ford Broncóból származott. A motor, a sebességváltó és a hátsó tengely változatlan maradt, de az autó három különböző kardántengellyel volt kapható. A hátsó tengelyt és segédvázhoz erősítették, hogy ezzel megnöveljék a jármű hasmagasságát. Emellett 16 colos kerekek, nagy teherbírású kormánymű és 305 mm-es átmérőjű első tárcsafékek kerültek a County változatba.
A harmadik generációs Transit 1986-os bemutatásával megszületett a County 4x4 új generációja is, mely komoly sikerekre és népszerűségre tett szert. Utolsóként ebben volt Dana merev tengely, a későbbi generációkba már összetettebb felépítésű független felfüggesztés került előre. A későbbi változatokból szintén eltűntek a dupla hátsókerekek, melyek korábban a hosszú tengelytávú változatra kerültek.
A County 4x4 különböző változatai népszerűek többek között állami szervek és hegyimentő csapatok köreiben is. Remek terepjáró képességüknek köszönhetően szinte bárhová képesek eljuttatni a mentőcsapatokat és a szükséges felszerelést.

### Tourneo
A Tourneo egy 8-9 személyes minibusz, mely 1995-ben a Transit modellfrissítésekor jött létre. Az évek során annyira kibővült a Tourneo felszereltsége, hogy ma már sokan nagyméretű egyterűként tekintenek rá, sőt, luxus személyszállító járműként is alkalmazzák, így gyakran szerelik könnyűfém felnikkel. A Tourneo mindig is a Transitra épült, így a két testvérmodell egyszerre esett át az aktuális generációváltásokon és egyéb kisebb-nagyobb esztétikai és műszaki frissítéseken.
2002-ben bemutatásra került a Tourneo kisebb változata, a Tourneo Connect, mely a Transit Connectre épül.

## A médiában
Az évek során több versenyautóvá átalakított Ford Transit is készült, melyek vagy a modellt vagy valamilyen egyéb terméket voltak hivatottak népszerűsíteni.

### Top Gear UK
Többször is felbukkantak Ford Transitok a Top Gear brit változatában. Az egyik alkalommal egy harmadik generációs Transit mérte össze az erejét egy Suzuki Super Carryvel és egy LDV Convoy-jal. A feladatok között szerepelt egy negyedmérföldes gyorsulási verseny, bútorok berakodása, elhelyezése (terhelhetőség, helykínálat), tolatás, egy "sérült" ajtó cseréje (egyszerű fenntarthatóság, javíthatóság), rendőrségi üldözés (sebesség, irányíthatóság). A Transit végül második helyen végzett a Suzuki mögött, de nagy elismerést vívott ki magának az üldözéses próbán, ahol jóval hosszabb időbe telt elkapni, mint a lomha LDV-t és az instabil Suzukit, mely már az első kanyarban felborult.
Egy másik adásban egy negyedik generációs Transit volt a főszereplő, mellyel Sabine Schmitz autóversenyző körözött a Nürburgringen. Célja az volt, hogy megdöntse Jeremy Clarkson 9:59 perces idejét, melyet egy dízel Jaguar S-Type-pal futott. A furgon méretei és súlya ellenére Schmitz meglehetősen közel került ehhez az időhöz, de megdöntenie nem sikerült azt: a legjobb eredménye 10:08 volt.
Később a Top Gear csapata egy ötödik generációs Ford Transitot alakított át légpárnás hajóvá, mely egy ideig jól működött, de végül elsüllyedt.

### Top Gear Ausztrália
A Top Gear egyik különkiadásában a műsor brit és ausztrál műsorvezetői mérték össze az erejüket. Egy gyorsulási versenyben Richard Hammond (brit) és Shane Jacobson (ausztrál) álltak ki egymás ellen, előbbi egy harmadik generációs Ford Transitot, míg utóbbi egy Holden Maloo pick-upot használt. Az ausztrálok és Hammond tudtán kívül az átlagos külsejű Transitban egy Jaguar XJ220 motorja volt, így nagy meglepetésre fölényesen legyőzte a V8-as motorral szerelt Holdent.